# ボヘミアン・ラプソディ (映画)
『ボヘミアン・ラプソディ』（英語: Bohemian Rhapsody）は、ブライアン・シンガー監督の2018年の伝記映画。

## 概要
イギリスのロックバンド・クイーンのリードシンガーであるフレディ・マーキュリーに焦点を当てて1970年のクイーン結成から1985年のライヴエイド出演までを描いた。脚本はアンソニー・マクカーテン、ラミ・マレックがフレディ役を務め、ルーシー・ボイントン、グウィリム・リー、ベン・ハーディ、ジョゼフ・マゼロ、エイダン・ギレン、トム・ホランダー、アレン・リーチ、マイク・マイヤーズらが出演。音楽プロデューサーはクイーンの現役メンバーであるブライアン・メイとロジャー・テイラーの2名。

## ストーリー
1970年代初頭のロンドン、ゾロアスター教徒ペルシャ系移民出身の青年ファルーク・バルサラは、移民差別を受けつつも音楽に傾倒していた。ある日ファルークはファンだったバンド「スマイル」のメンバーでギタリストのブライアン・メイ、ドラマーのロジャー・テイラーに声をかけ、ヴォーカリストが脱退したばかりの同バンドに見事な歌声を披露して新しいヴォーカル兼ソングライターとなり、同じく新メンバーのベーシスト・ジョン・ディーコンとともに新生バンドをスタートさせる。厳格な父とは折り合いが悪く、活動の再出発を前に、自分のルーツを嫌って「フレディ」と名乗り始めた。
同じ時期、フレディはケンジントンのお洒落な人気ブティック「BIBA」の店員メアリー・オースティンと知り合い恋に落ちる。「クイーン」と改名したバンドは、ワゴン車を売却してアルバムを自主制作する。レコーディングの様子を目に留めたEMIのA&Rジョン・リードは彼らをスカウト、ポール・プレンターが担当マネージャーとなる。フレディはさらに名字を「マーキュリー」に改名、デビュー・世界各国でのツアーとクイーンが躍進する中、フレディはメアリーにプロポーズする。
やがてクイーンはEMIの重役レイ・フォスターからヒット曲「キラー・クイーン」の路線を踏襲する曲を制作するよう命じられるが、同じことの繰り返しを嫌う彼らは反発する。フレディはオペラをテーマとしたロック・アルバムを作ると提案し、郊外での曲制作とレコーディングが始まる。メンバーの喧嘩を交えつつも、熱意を注いで完成されたアルバム『オペラ座の夜』の出来に彼らはおおいに満足する。しかし6分という長さと斬新な構成の曲「ボヘミアン・ラプソディ」のシングルカットを、フォスターは「ラジオでかけてもらえない」と認めずクイーンと徹底的に対立。しかしフレディ自らラジオに出演し、「本来ならラジオで聴けない曲」と同曲を独占放送、マスコミには酷評されるが大ヒットする。
その後クイーンはスターダムを駆けていくが、ツアーで多忙になる中、フレディは自身のセクシャリティに気づいていき、メアリーに自分はバイセクシャルだと告白する。しかし既に彼の本心を察していたメアリーは、彼にゲイだと指摘し、なおも彼女を求めるフレディと距離をおき他の男性と付きあうようになる。孤独を深めるフレディはパーティー三昧の生活に溺れるが、その場でジム・ハットンと出会う。ハットンに恋愛感情を抱くフレディは再会を希望するが、ハットンは「本当の自分を取り戻すことができたら再会しよう」といい、去っていく。一方で、それぞれに家族をもち、孤独をわけあえないメンバーとの確執が増し、フレディのセクシュアリティをスキャンダラスに晒そうとするマスコミとの対立による混乱、ポールの誘導によりリードを一方的に解雇するなどのトラブルを経て、高額のソロ活動契約を結んだことをきっかけに、決定的に仲間割れしてしまう。そんな中、新しくマネージャーに就任したジム・ビーチが、チャリティーイベントライヴエイドの件を実質的にフレディのマネージャーになっているポールに伝えるが「忙しいから」とフレディには取り次いで貰えない。
そんなことは知らずに、フレディはソロ契約履行のためにソロアルバム作成に没頭するが、極めて難航する。その苦しみから逃れるために、ドラッグや酒に溺れ、乱れた生活をしているうちに、フレディに体調悪化の兆しが見え始める。そんなフレディのところに、連絡がつかないことを心配したメアリーが訪れる。フレディは突然の来訪に喜ぶが、メアリーから妊娠を告げられ衝撃を受ける。その時、不意に発してしまったフレディの一言にメアリーは傷つく。フレディに対してメアリーは、彼の本当の居場所はクイーンであり、バンドメンバーこそがそのファミリーであること、ここにいてはいけないことを強く諭す。フレディは目を覚まし、メアリーの妊娠を祝福するとともに、ポールとの完全な決別をする。
バンドへの復帰を熱望するフレディはメンバーとの交渉の場を持つ。わだかまりを隠しきれないメンバーは難色を見せるものの、彼の熱意に折れ、今後の作品は全てクイーン名義とすることなどを取り決めた上で復帰を了承する。そしてフレディはライブエイドへの出演を提案し、それが決定する。
体調不良を感じていたフレディは検査をし、自らがエイズに感染していることを知り、リハーサルの場で自らの病と死ぬ運命であることをメンバーに告げる。メンバーはその告白に強い衝撃を受けるも、ライブエイドでの成功を固く誓い合う。
全てを取り戻したフレディは、ジム・ハットンを探しだして再会し、以降交際する。ライブエイド当日、ハットンを連れフレディは実家に戻り、家族に「友人」と紹介する。父母も妹も全てを理解し、受け入れる。ウェンブリーのライブエイドステージに立ったクイーンは、約20分のパフォーマンスで会場の群衆とテレビ生中継の視聴者たちを熱狂に導き、チャリティーイベントとしても大成功させて出番を終える。ラストでは、実際のフレディおよびクイーンの映像とともに、1991年にフレディの死と、彼の生涯の最期までハットンが添い遂げ、メアリーが友人として支え続けたこと、フレディの名を冠したエイズ患者支援基金『マーキュリー・フェニックス・トラスト』が設立されたことが語られる。

## キャスト
※括弧内は日本語吹替。
- フレディ・マーキュリー - ラミ・マレック[12]（櫻井トオル）

ゾロアスター教徒ペルシャ系移民出身の青年。本名はファルーク・バルサラ。リトル・リチャードなどのファンだった。
- メアリー・オースティン - ルーシー・ボイントン[13]（川庄美雪）

人気ブティックの店員。フレディの終生の友人となる。
- ブライアン・メイ - グウィリム・リー[14]（北田理道）

バンド「スマイル」のギタリスト。学生時代は天文学を専攻。
- ロジャー・テイラー - ベン・ハーディ[14]（野島裕史）

バンド「スマイル」のドラマー。学生時代は歯科を学ぶ。
- ジョン・ディーコン - ジョゼフ・マゼロ[14]（飯島肇）

バンド「スマイル」のベーシスト。
- ジョン・リード（英語版） - エイダン・ギレン[15]（志村知幸）

EMIのA&R。クイーンを発掘し、EMIに引き入れた人物。
- ポール・プレンター - アレン・リーチ[16]（鈴木正和）

クイーンの担当マネージャー。アイルランドのベルファスト出身。後にフレディと恋人関係となる。
- ジム・ビーチ（英語版） - トム・ホランダー[15]（赤城進）

プレンターに代わる新しいマネージャーで弁護士。ファミリーネームの「ビーチ」からフレディに”マイアミ”の愛称で呼ばれるようになる。
- レイ・フォスター - マイク・マイヤーズ（咲野俊介）

EMIの重役（実在しない人物）。「ボヘミアン・ラプソディ」に対して否定的な姿勢を示し、クイーンの4人から反抗を受ける。
- ジム・ハットン - アーロン・マカスカー（花輪英司）

フレディのゲイとしての恋人。
- ジャー・バルサラ - メネカ・ダス（佐々木優子）

フレディの母親。
- ボミ・バルサラ - エース・バティ（英語版）（加藤亮夫）

フレディの父親。
- カシミラ・バルサラ - プリヤ・ブラックバーン（夏目あり沙）

フレディの妹。
- ボブ・ゲルドフ - ダーモット・マーフィ（英語版）（小林親弘）

ライブエイドの主催者。
- ケニー・エヴェレット - ディッキー・ボウ（浜田賢二）

ラジオのDJ。
- ティム・スタッフェル - ジャック・ロス

バンド「スマイル」のフレディの前任者のボーカル。
- デヴィッド - マックス・ベネット（英語版）（下川涼）

メアリーの夫。
- メアリーの父親 - ニール・フォックス＝ロバーツ

ろうあ者。
- シェリー・スターン - ミシェル・ダンカン（英語版）（加藤有生子）

記者。
- トラック運転手 - アダム・ランバート[17]
- ライブの観客 - ルーク・ディーコン[18]、エミリー・メイ[18][注釈 5]
- シェリル - ジェス・ラドムカス（松井暁波）
- クリッシー - レイア・クレラー（石井未紗）
- ドイツ人記者 - マーティン・オルバーマン（田所陽向）

## 製作

### 製作まで
企画の初出は、2010年9月17日に英国放送協会（BBC）のブライアンへのインタビュー内で発された「バンドの歴史に関する今後の映画プロジェクト」である。インタビューによると「サシャ・バロン・コーエンがフレディを演じ、モハメド・アリの伝記映画『ALI アリ』でも製作総指揮を務めたグレアム・キングがプロデューサーの1人を務める予定」とし、脚本は『クィーン』『フロスト×ニクソン』のピーター・モーガンの起用が予定されていた。また、2011年4月にもブライアンによってコーエンがキャスティングされることへの称賛や、「フレディの遺産を台無しにしないよう慎重に進める」などの発言があった。
しかし事態は転じ、2013年7月に「大人向けの映画を構想していたコーエンに対し、ファミリー層にアプローチしたいクイーン側との相違があった」としてコーエンが降板を発表。降板について、クイーン側（ブライアン、ロジャー）は「コーエンがコメディアンとしても著名なことから映画の方向性がぶれてしまう」、コーエン側は「映画の主題（特に1991年のフレディ死去後も描くべきか）についてクイーン側との方向性の違いがあった」、「モーガン、デヴィッド・フィンチャー、トム・フーパーらの製作チームもクイーン側と食い違いがあった」とそれぞれコメントしている。
同年12月にはベン・ウィショーがフレディ役へ浮上。この段階ではフレッチャーが監督候補として挙がっていたものの、翌年にはキングとの方向性の違いからプロジェクトを離脱。ウィショーも脚本などにおいて製作上の問題が発生していることを明かしたのち、降板を発表している。その後も制作陣のラインナップには難航し、コーエンやウィショーの再登板の噂も出たが、いずれも実現していない。
2015年11月、脚本家のアンソニー・マクカーテンがプロジェクトに加わり、クイーンの同名の楽曲に因んだ『Bohemian Rhapsody』というワーキングタイトルで動いていることが明かされたほか、2016年には監督にブライアン・シンガーを据えるための交渉に入り、フレディ役にラミ・マレックがキャスティングされ、20世紀フォックスとニュー・リージェンシーが取り仕切ることを発表。同年内にジョニー・フリンがロジャー役、ジェマ・アータートンがフレディの長年のガールフレンドのメアリー・オースティンを演じる予定であることも伝えられたが、この二人については後にキャスティングが変更されている。
2017年5月、マレックがアビー・ロード・スタジオで録音を行い、ロジャーのアパートでロジャー、ブライアンと直接相談したことが報じられた。同月、『エンターテインメント・ウィークリー』はロジャーとブライアンが本作の音楽プロデューサーとして働いていることを報じた。

### キャスティング
前述のようにマレックのキャスティングが決定したのち、2017年8月21日にはロジャー役のベン・ハーディ、ブライアン役のグウィリム・リー、ベーシストのジョン・ディーコン役のジョゼフ・マゼロが。8月30日にはポール・プレンター役のアレン・リーチが、9月6日にはメアリー・オースティン役のルーシー・ボイントンが追加キャストとして発表された。

### 撮影

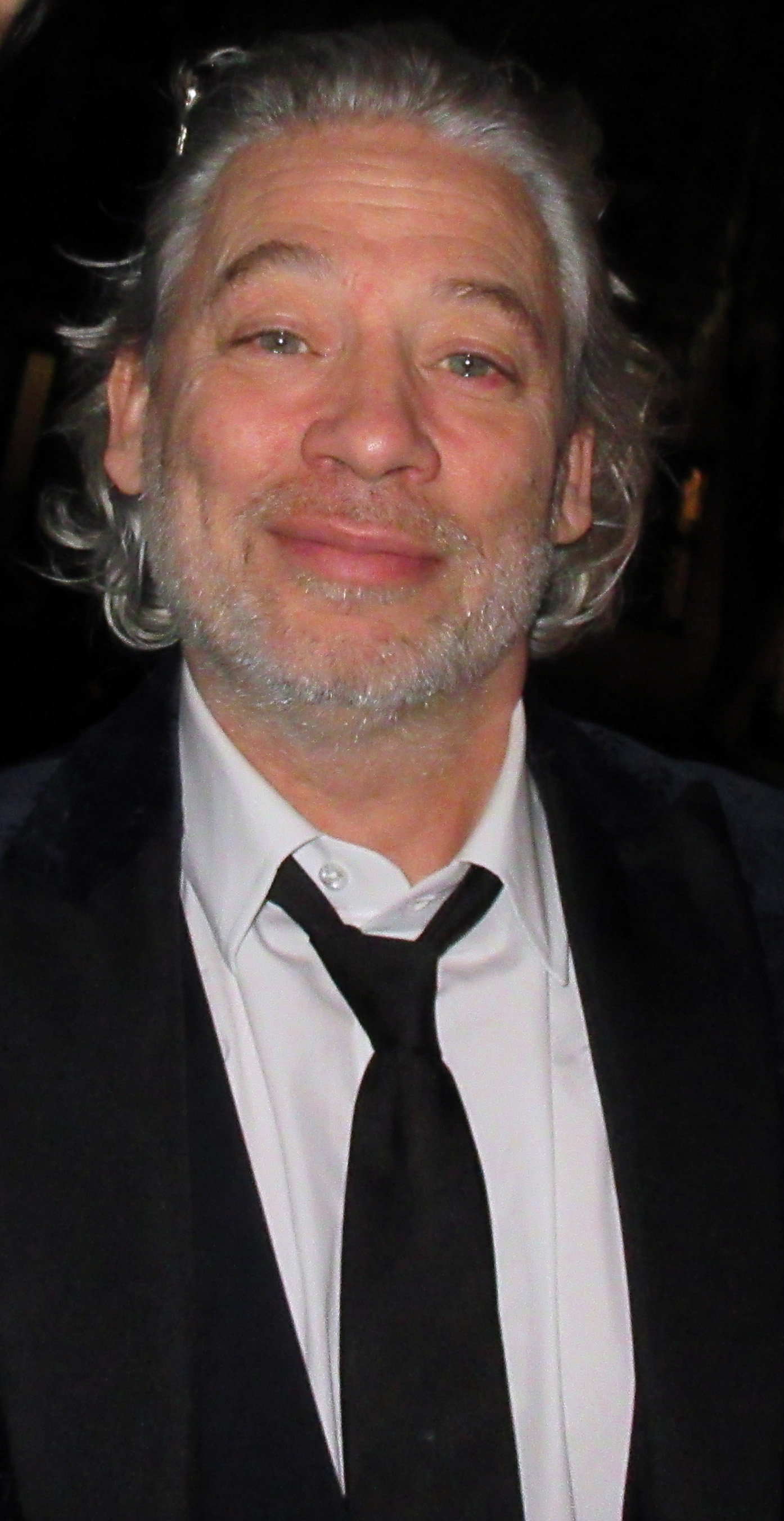
代理で監督を務めたエグゼクティブ・プロデューサーのデクスター・フレッチャー

プリプロダクションが2017年7月から、主要撮影が9月からそれぞれロンドンで開始され、9月7日からはボービンドン空軍基地で、クライマックスシーンでもある旧ウェンブリー・スタジアムでの「ライヴエイド」のシーン撮影が行われた。より精巧なステージのレプリカを制作するため、クイーンのアーキビストも担当していたグレッグ・ブルックスが監修を行い、細かな小道具なども再現された。
マレックはフレディ役のオファーを受けた際、クイーンについてそれほど知識を持っていなかったが、演じる上での「フレディの喋り方の習得」「特徴的な出っ歯を表現するため義歯を使用」「ムーブメントコーチと協力した激しいセッション」などを経て、役を構築していった。劇中の歌唱シーンは、原則的にフレディが実際に歌った音源を流用しているが、一部はマレック自身が担当したほか、クイーンの公式コピーバンドである「クイーン・エクストラヴァガンザ」のボーカルオーディションで優勝し、同バンドでもボーカルを務めるマーク・マーテルが歌唱したものも使われた。ただし歌唱や楽器演奏自体は当て振りや口パクではなく、各自が実際に演奏できるよう練習をした上で撮影に臨んだことが明かされている。
2017年12月1日、『ハリウッド・リポーター』は「シンガーが感謝祭休暇後にも現場へ復帰せず、撮影監督のニュートン・トーマス・サイジェルが代行を続けていたため、20世紀フォックスが撮影を中断。監督交代を検討し始めている」ことを報じる。不在理由は「本人及び家族の健康問題」とリリースされたが、その一方でマレックやスタッフたちとシンガーの間にある悶着も明かされた。2017年12月4日には撮影終了2週間前ながらシンガーが解雇され、20世紀フォックスはシンガーが運営・所属するバッド・ハット・ハリー・プロダクションズとも契約を解消。12月6日には代理としてフレッチャーの再起用を発表し、12月15日に撮影が再開された。

### 監督クレジット
全米監督協会（DGA）の規定によると、映画にクレジットされる監督は1人だけであり、DGAが決定権を持っている。2018年6月に、シンガーが監督としてクレジットされる旨、プロデューサーのキングにより発表された。

## 音楽
監督のシンガーと頻繁にコラボしていたジョン・オットマンが映画のサウンドトラックを編集した。映画独自の曲がなく、オットマンが作曲も手掛けた以前のコラボとは異なっている。
公式サウンドトラックは従来のヒット曲に加えて11トラックの未公開音源（1985年7月のライヴエイドからの5トラックを含む）が収録され、ハリウッド・レコードよりCD、カセット、デジタル版が2018年10月19日、LP版が2019年3月に発売された。

## 公開
アメリカ合衆国では2018年11月2日、イギリスでは2018年10月24日に20世紀フォックス配給で封切られる。
韓国、スイス、トルコなどでは、50日以上となる延長上映が続き、全世界的に歴代最長期間で上映され、イギリス、アメリカ、フランスでも再上映が決定する。

### マーケティング
ティーザー予告は2018年5月18日に公開。24時間で再生回数が500万回に到達し、YouTubeのトレンド・ビデオで1位となった。脚本家のブライアン・フラーは予告編でフレディの男性関係ではなく女性関係が映され、さらに宣伝でAIDSではなく「命にかかわる病気」とだけ表記されていることを指摘した。その後、公開された映画が大ヒットし、第76回ゴールデングローブ賞で2冠を獲得した後、メンバーのブライアン・メイがインタビューに応じ「評論家のなかには、予告編を見ただけで批判していた連中がいた。同性愛の要素が足りないとか、セックスが足りないとか。完成作を見てもいないのに、とんでもない結論を導き出していた。だから完成作を見ても、引くに引けなくなったんじゃないかな」と皮肉を交えて切り返した。

### 興行収入
2019年3月31日現在、全米で1億9300万ドル、全世界で8億9633万ドルの興行成績となっている。2019年5月12日現在、世界興行収入は9億317万5016ドル（約1008億円）に上った。

#### 日本
公開から5週目まで、週末の興行収入が増え続けた。これは2010年代に日本で大ヒットした『アナと雪の女王』や『君の名は。』でも成しえなかったとされる。特に観賞料金が割安となる「映画の日」に土曜日が重なった12月1日は、単日で2.6億円の興行収入を記録した。累計興行収入は公開9周目の2019年1月6日に84億円（この時点で2018年公開の洋画で第1位）、公開10周目の1月14日には94億円（2018年公開の邦画も含めた全映画での第1位）となった。その後、1月22日までに100億円の大台を突破、27週目（5月12日）には累計観客動員941万4054人、興行収入130億265万9680円となった。
|                                     | 動員 （万人） | 動員 （万人） | 動員 （万人） | 興収 （億円） | 興収 （億円） | 備考                                                                  |
| 週末                                | 週末          | 累計          | 週末          | 累計          |               | 備考                                                                  |
| ----------------------------------- | ------------- | ------------- | ------------- | ------------- | ------------- | --------------------------------------------------------------------- |
| 1週目の週末（2018年11月10日・11日） | 1位           | 24.5          | 33.8          | 3.5           | 4.9           |                                                                       |
| 2週目の週末（11月17日・18日）       | 1位           | 26.3          | 92.9          | 3.9           | 13.2          |                                                                       |
| 3週目の週末（11月24日・25日）       | 2位           | 27.9          | 166.1         | 4.0           | 23.4          | 週末動員は『ファンタスティック・ビーストと黒い魔法使いの誕生』が1位。 |
| 4週目の週末（12月1日・2日）         | 2位           | 40.4          | 243.5         | 5.0           | 33.2          | 週末動員は『ファンタスティック・ビーストと黒い魔法使いの誕生』が1位。 |
| 5週目の週末（12月8日・9日）         | 2位           | 34.8          | 320.2         | 5.1           | 44.0          | 週末動員は『ファンタスティック・ビーストと黒い魔法使いの誕生』が1位。 |
| 6週目の週末（12月15日・16日）       | 2位           | 29.8          | 390.1         | 4.3           | 53.6          | 週末動員は『ドラゴンボール超 ブロリー』が1位。                        |
| 7週目の週末（12月22日・23日）       | 4位           |               | 468.2         | 3.9           | 64.4          | 累計動員および累計興収は12月24日までのもの。                          |
| 8週目の週末（12月29日・30日）       | 2位           | 24.5          |               | 3.6           |               | 累計動員および累計興収は年末のため計測できず。                        |
| 9週目の週末（2019年1月5日・6日）    | 2位           | 22.8          | 612.3         | 3.4           | 84.6          | 週末興収は本作が1位。                                                 |
| 10週目の週末（1月12日・13日）       | 2位           | 27.2          | 683.6         | 4.0           | 94.4          | 累計動員および累計興収は1月14日までのもの。                           |
| 11週目の週末（1月19日・20日）       | 2位           | 17.2          | 719.1         | 2.5           | 99.5          | 週末動員は『マスカレード・ホテル』が1位。                             |
| 12週目の週末（1月26日・27日）       | 3位           | 15.9          | 756.0         | 2.4           | 104.6         |                                                                       |
| 13週目の週末（2月2日・3日）         | 6位           |               | 794.2         | 2.0           | 109.8         |                                                                       |
| 14週目の週末（2月9日・10日）        | 8位           |               | 826.0         | 1.4           | 114.0         | 累計動員および累計興収は2月11日までのもの。                           |
| 15週目の週末（2月16日・17日）       | 7位           |               | 843.9         | 1.1           | 116.7         |                                                                       |
| 16週目の週末（2月23日・24日）       | 9位           |               | 861.0         | 1.0           | 119.1         |                                                                       |
| 17週目の週末（3月2日・3日）         | 7位           |               | 879.0         | 1.0           | 121.5         |                                                                       |
| 18週目の週末（3月9日・10日）        | 7位           |               |               | 0.8           | 123.6         |                                                                       |
| 21週目の週末（3月30日・31日）       | -             |               | 922.0         | 0.5           | 127.4         |                                                                       |
| 最終                                |               |               | 941.4         |               | 131.1         |                                                                       |

### 評価
批評家からの評価は割れており、映画批評集計サイトのRotten Tomatoesでは、304件のレビューに基づいて62%の支持率、平均評点6.1/10を記録。Metacriticには45件のレビューの加重平均値が49/100となり、特に「既往の音楽映画をなぞったような凡庸なストーリー」「単純化されたフレディの描写」についての批判が多い。
一方で、マレックの演技や精巧な考証に基づいたライブシーンは称賛されており、イギリス『Empire』のOlly Richardsは「フレディとしてのマレックの演技には目を見張る」、「（『ライヴエイド』シーンは）喜びに満ちている」とした。
アメリカ合衆国『ローリング・ストーン』の著名な映画評論家ピーター・トラヴァースは3点/5点の評価とし、「脚本の欠点は音楽が埋めてくれる」「映画の欠陥なんてクソ食らえである。マレックの演技を見逃す訳にはいかない」と述べている。
反面、観客からの評価は非常に高く、前述のRotten Tomatoesにおいては、オーディエンス・スコアが93%と高い数値を記録している。
日本においても、ぴあが映画公開初日に行っている「ぴあ映画初日満足度調査」において、満足度が95.2点と2018年調査した506作品の中で、最も高い数値を獲得している。なお、日本語字幕担当を風間綾平、字幕監修は増田勇一が担った。
また、脚本が史実と異なる点について、メンバーのブライアン・メイは「ドキュメンタリーじゃないから、すべての出来事が順序立てて正確に描写されているわけじゃない。でも、主人公の内面は正確に描かれていると思う」「僕らは脚本を書いていないが、この映画でいくつかのを出来事が起きた時期をずらすことを許可している。20年もの出来事を2時間で伝えるためには、たくさんのことを圧縮したり、シャッフルしなくてはいけない」と述べている。

### 受賞
現地時間2019年1月6日に行なわれた第76回ゴールデングローブ賞の授賞式で、本作がドラマ部門作品賞を受賞し、主演のマレックがドラマ部門の主演男優賞を獲得している。
全米映画俳優組合賞では主演男優賞を獲得。第72回英国アカデミー賞では主演男優賞、音響賞を獲得。
現地時間2019年2月24日に行なわれた第91回アカデミー賞では、作品賞を含む5部門にノミネートされ、主演男優賞、編集賞、録音賞、音響編集賞の最多4冠を獲得した。なお、オープニングではクイーン+アダム・ランバートによるパフォーマンスが行なわれ、「ウィ・ウィル・ロック・ユー」と「伝説のチャンピオン」を披露した。
| 賞                                                   | 受賞日         | カテゴリー                                     | 受賞者 | 結果       | 出典            |
| ---------------------------------------------------- | -------------- | ---------------------------------------------- | --- | ---------- | --------------- |
| AACTA Awards                                         | 2019年1月4日   | 作品賞                                         | ボヘミアン・ラプソディ | ノミネート | [ 96 ]          |
| AACTA Awards                                         | 2019年1月4日   | 主演男優賞                                     | ラミ・マレック | 受賞       | [ 96 ]          |
| AACTA Awards                                         | 2019年1月4日   | 脚本賞                                         | アンソニー・マッカーテン | ノミネート | [ 96 ]          |
| AARP大人のための映画賞                               | 2019年2月4日   | アンサンブル賞                                 | ボヘミアン・ラプソディ | 受賞       | [ 97 ] [ 98 ]   |
| AARP大人のための映画賞                               | 2019年2月4日   | タイムカプセル賞                               | ボヘミアン・ラプソディ | ノミネート | [ 97 ] [ 98 ]   |
| アカデミー賞                                         | 2019年2月24日  | 作品賞                                         | グレアム・キング | ノミネート | [ 99 ]          |
| アカデミー賞                                         | 2019年2月24日  | 主演男優賞                                     | ラミ・マレック | 受賞       | [ 99 ]          |
| アカデミー賞                                         | 2019年2月24日  | 編集賞                                         | ジョン・オットマン | 受賞       | [ 99 ]          |
| アカデミー賞                                         | 2019年2月24日  | 音響編集賞                                     | ジョン・ワーハースト ニーナ・ハートストーン | 受賞       | [ 99 ]          |
| アカデミー賞                                         | 2019年2月24日  | 音響賞                                         | ポール・マッセイ ティム・キャバジン ジョン・キャサリ | 受賞       | [ 99 ]          |
| 女性映画ジャーナリスト同盟                           | 2019年1月10日  | 主演男優賞                                     | ラミ・マレック | ノミネート | [ 100 ]         |
| エディー賞                                           | 2019年2月1日   | 長編映画編集賞（ドラマ部門）                   | ジョン・オットマン | 受賞       | [ 101 ]         |
| 米美術監督組合賞                                     | 2019年2月2日   | プロダクション・デザイン賞（時代映画）         | アーロン・ヘイ | ノミネート | [ 102 ]         |
| オースティン映画批評家協会                           | 2019年1月7日   | 主演男優賞                                     | ラミ・マレック | ノミネート | [ 103 ]         |
| バンドン映画祭                                       | 2019年11月22日 | 外国映画賞                                     | ボヘミアン・ラプソディ | 受賞       | [ 104 ]         |
| 英国アカデミー賞                                     | 2019年2月10日  | 英国作品賞                                     | ボヘミアン・ラプソディ | ノミネート | [ 105 ]         |
| 英国アカデミー賞                                     | 2019年2月10日  | 主演男優賞                                     | ラミ・マレック | 受賞       | [ 105 ]         |
| 英国アカデミー賞                                     | 2019年2月10日  | 撮影賞                                         | ニュートン・トーマス・サイジェル | ノミネート | [ 105 ]         |
| 英国アカデミー賞                                     | 2019年2月10日  | 音響賞                                         | ジョン・キャサリ ティム・キャバジン ニーナ・ハートストーン ポール・マッセイ ジョン・ワーハースト                                                         | 受賞       | [ 105 ]         |
| 英国アカデミー賞                                     | 2019年2月10日  | 衣装デザイン賞                                 | ジュリアン・デイ | ノミネート | [ 105 ]         |
| 英国アカデミー賞                                     | 2019年2月10日  | メイクアップ＆ヘア賞                           | マーク・クーリエ Jan Sewell | ノミネート | [ 105 ]         |
| 英国アカデミー賞                                     | 2019年2月10日  | 編集賞                                         | ジョン・オットマン | ノミネート | [ 105 ]         |
| シカゴ映画批評家協会                                 | 2018年12月7日  | 主演男優賞                                     | ラミ・マレック | ノミネート | [ 106 ]         |
| 映画オーディオ協会賞                                 | 2019年2月16日  | 実写映画部門                                   | ボヘミアン・ラプソディ | 受賞       | [ 107 ]         |
| 衣装デザイナー組合賞                                 | 2019年2月19日  | 時代映画部門                                   | ジュリアン・デイ | ノミネート | [ 108 ]         |
| クリティクス・チョイス・アワード                     | 2019年1月13日  | 主演男優賞                                     | ラミ・マレック | ノミネート | [ 109 ]         |
| クリティクス・チョイス・アワード                     | 2019年1月13日  | 衣装デザイン賞                                 | ジュリアン・デイ | ノミネート | [ 109 ]         |
| クリティクス・チョイス・アワード                     | 2019年1月13日  | メイクアップ&ヘア賞                            | ボヘミアン・ラプソディ | ノミネート | [ 109 ]         |
| ダラス・フォートワース 映画批評家協会                | 2018年12月17日 | 主演男優賞                                     | ラミ・マレック | 第2位      |                 |
| ダヴィッド・ディ・ドナテッロ賞                       | 2019年3月27日  | 外国映画賞                                     | ボヘミアン・ラプソディ | ノミネート | [ 110 ]         |
| デトロイト映画批評家協会賞                           | 2018年12月3日  | 主演男優賞                                     | ラミ・マレック | ノミネート | [ 111 ]         |
| デトロイト映画批評家協会賞                           | 2018年12月3日  | 音楽賞                                         | ボヘミアン・ラプソディ | ノミネート | [ 111 ]         |
| ジョージア映画批評家協会                             | 2019年1月11日  | 主演男優賞                                     | ラミ・マレック | ノミネート | [ 112 ]         |
| ゴールデングローブ賞                                 | 2019年1月6日   | 映画部門 作品賞 (ドラマ部門)                   | ボヘミアン・ラプソディ | 受賞       | [ 113 ] [ 114 ] |
| ゴールデングローブ賞                                 | 2019年1月6日   | 映画部門 主演男優賞 (ドラマ部門)               | ラミ・マレック | 受賞       | [ 113 ] [ 114 ] |
| ブラジル映画大賞                                     | 2019年8月14日  | 外国映画賞                                     | ボヘミアン・ラプソディ | ノミネート | [ 115 ]         |
| 音楽監督組合賞                                       | 2019年2月13日  | 映画音楽監督賞（2,500万ドル以上）              | Becky Bentham | ノミネート | [ 116 ]         |
| ヒューストン映画批評家協会賞                         | 2019年1月3日   | 主演男優賞                                     | ラミ・マレック | ノミネート | [ 117 ]         |
| ICGパブリシスト賞                                    | 2019年2月22日  | ショーマンシップ・オブ・ザ・イヤー（映画部門） | ボヘミアン・ラプソディ | ノミネート | [ 118 ]         |
| 日本アカデミー賞                                     | 2019年3月1日   | 外国作品賞                                     | ボヘミアン・ラプソディ | 受賞       |                 |
| ロサンゼルス・オンライン 映画批評家協会賞            | 2019年1月9日   | 主演男優賞                                     | ラミ・マレック | 受賞       | [ 119 ]         |
| ロサンゼルス・オンライン 映画批評家協会賞            | 2019年1月9日   | 最優秀コメディ/ミュージカル                    | ボヘミアン・ラプソディ | ノミネート | [ 119 ]         |
| メイクアップ・アーティスト& ヘア・スタイリスト組合賞 | 2019年2月16日  | 時代映画メイクアップ部門（長編映画）           | Jan Sewell, Mark Coulier | ノミネート | [ 120 ]         |
| メイクアップ・アーティスト& ヘア・スタイリスト組合賞 | 2019年2月16日  | 時代映画ヘア・スタイリング部門（長編映画）     | Jan Sewell, Julio Parodi | ノミネート | [ 120 ]         |
| ゴールデンリール賞                                   | 2019年2月17日  | ミュージカル部門（長編映画）                   | ボヘミアン・ラプソディ | 受賞       | [ 121 ]         |
| ゴールデンリール賞                                   | 2019年2月17日  | ダイアログとADR部門（長編映画）                | ボヘミアン・ラプソディ | 受賞       | [ 121 ]         |
| MTVムービー&TVアワード                               | 2019年6月17日  | 演技賞                                         | ラミ・マレック | ノミネート | [ 122 ]         |
| MTVムービー&TVアワード                               | 2019年6月17日  | Best Musical Moment                            | 「ライヴエイド」コンサート | ノミネート | [ 122 ]         |
| パームスプリングス国際映画祭                         | 2019年1月3日   | ブレイクスルー・パフォーマンス賞               | ラミ・マレック | 受賞       | [ 123 ]         |
| 全米製作者組合賞                                     | 2019年1月19日  | 優秀劇場映画                                   | グレアム・キング | ノミネート | [ 124 ]         |
| サンディエゴ映画批評家協会賞                         | 2018年12月18日 | Best Breakout Artist                           | ラミ・マレック | ノミネート | [ 125 ]         |
| サンディエゴ映画批評家協会賞                         | 2018年12月18日 | Best Use of Music in a Film                    | ボヘミアン・ラプソディ | ノミネート | [ 125 ]         |
| サンフランシスコ映画批評家協会賞                     | 2018年12月9日  | 主演男優賞                                     | ラミ・マレック | ノミネート | [ 126 ]         |
| サンタバーバラ国際映画祭                             | 2019年2月1日   | 年間最優秀出演者賞                             | ラミ・マレック | 受賞       | [ 127 ]         |
| サテライト賞                                         | 2019年2月17日  | 主演男優賞（コメディ・ミュージカル部門）       | ラミ・マレック | 受賞       | [ 128 ]         |
| 全米映画俳優組合賞                                   | 2019年1月27日  | 主演男優賞                                     | ラミ・マレック | 受賞       | [ 129 ]         |
| 全米映画俳優組合賞                                   | 2019年1月27日  | キャスト賞                                     | ルーシー・ボイントン エイダン・ギレン ベン・ハーディ トム・ホランダー グウィリム・リー アレン・リーチ ラミ・マレック ジョゼフ・マゼロ マイク・マイヤーズ | ノミネート | [ 129 ]         |
| シアトル映画批評家協会賞                             | 2018年12月17日 | 主演男優賞                                     | ラミ・マレック | ノミネート | [ 130 ]         |
| セントルイス映画批評家協会賞                         | 2018年12月16日 | 音楽賞                                         | ボヘミアン・ラプソディ （オリジナル・サウンドトラック）                                                                                                  | 受賞       | [ 131 ]         |
| セントルイス映画批評家協会賞                         | 2018年12月16日 | 主演男優賞                                     | ラミ・マレック | ノミネート | [ 131 ]         |
| セントルイス映画批評家協会賞                         | 2018年12月16日 | 特別な功績                                     | 「ライブエイド」 | ノミネート | [ 131 ]         |
| 視覚効果協会賞                                       | 2019年2月5日   | 補助視覚効果（長編映画）                       | Paul Norris Tim Field May Leung Andrew Simmonds | ノミネート | [ 132 ]         |
| ワシントンD.C.映画批評家協会賞                       | 2018年12月3日  | 主演男優賞                                     | ラミ・マレック | ノミネート | [ 133 ]         |

- 日本の映画賞
  - 第61回ブルーリボン賞外国作品賞
  - 第73回毎日映画コンクールTSUTAYA×Filmarks映画ファン賞外国映画部門
  - 第28回東京スポーツ映画大賞外国作品賞
  - 第42回日本アカデミー賞最優秀外国作品賞
  - 映画秘宝ベスト10 第4位
  - 第92回キネマ旬報ベスト・テン 外国映画ベスト・テン 第5位、読者選出外国映画ベスト・テン 第2位
  - エル シネマアワード 2018 エル読者賞
  - 2018年度全国映連賞 外国映画作品賞
  - 日本映画ペンクラブ会員選出映画 外国映画部門 2018年ベスト5 第2位

### ソフト化
2019年2月12日にアメリカ、3月4日にイギリスにてDVDとBlu-ray、Ultra HD Blu-rayが発売され、日本でもクイーンが初来日した1975年4月17日に由来する「クイーンの日」にちなみ、44周年の2019年4月17日にBlu-ray/DVDがリリースされデジタル配信が開始された。
ソフト版には、劇場公開版ではカットされた「愛という名の欲望」「ウィ・ウィル・ロック・ユー」を含めたライブ・エイド完全版やドキュメント映像が特別収録されている。

## テレビ放送
| 回 | 放送日        | 放送時間          | 放送局     | 放送枠                                                                 | 備考                           | 出典            |
| -- | ------------- | ----------------- | ---------- | ---------------------------------------------------------------------- | ------------------------------ | --------------- |
| 1  | 2021年6月4日  | 金曜21:00 - 23:39 | 日本テレビ | 金曜ロードショー（第2期）                                              | 地上波初放送・本編ノーカット   | [ 135 ]         |
| 2  | 2021年6月6日  | 日曜20:00 - 22:54 | BS日テレ   | 日曜ロードショー                                                       | ライブ・エイド完全版世界初放送 | [ 136 ] [ 137 ] |
| 3  | 2022年3月27日 | 日曜22:50 - 01:06 | NHK総合    | 映画「ボヘミアン・ラプソディ」〈字幕スーパー〉〈レターボックスサイズ〉 |                                | [ 138 ]         |
| 4  | 2023年4月21日 | 金曜21:00 - 23:24 | 日本テレビ | 金曜ロードショー（第2期）                                              |                                | [ 139 ]         |
| 5  | 2024年2月11日 | 日曜20:40 - 23:30 | BS松竹東急 | 映画「ボヘミアン・ラプソディ ライブ・エイド完全版」〈字幕スーパー〉    | 本編ノーカット                 |                 |